# 34. ceremonia wręczenia Oscarów
34. ceremonia rozdania Oscarów odbyła się 9 kwietnia 1962 roku w Santa Monica Civic Auditorium w Santa Monica.

## Laureaci

### Najlepszy film
- Robert Wise – West Side Story
- Joshua Logan – Fanny
- Carl Foreman – Działa Navarony
- Robert Rossen – Bilardzista
- Stanley Kramer – Wyrok w Norymberdze

### Aktor pierwszoplanowy
- Maximilian Schell – Wyrok w Norymberdze
- Charles Boyer – Fanny
- Paul Newman – Bilardzista
- Spencer Tracy – Wyrok w Norymberdze
- Stuart Whitman – The Mark

### Aktorka pierwszoplanowa
- Sophia Loren – Matka i córka
- Audrey Hepburn – Śniadanie u Tiffany’ego
- Piper Laurie – Bilardzista
- Natalie Wood – Wiosenna bujność traw
- Geraldine Page – Lato i dym

### Aktor drugoplanowy
- George Chakiris – West Side Story
- Jackie Gleason – Bilardzista
- George C. Scott – Bilardzista
- Montgomery Clift – Wyrok w Norymberdze
- Peter Falk – Arystokracja podziemi

### Aktorka drugoplanowa
- Rita Moreno – West Side Story
- Fay Bainter – Niewiniątka
- Judy Garland – Wyrok w Norymberdze
- Lotte Lenya – Rzymska wiosna pani Stone
- Una Merkel – Lato i dym

### Reżyseria
- Robert Wise i Jerome Robbins – West Side Story
- Federico Fellini – Słodkie życie
- J. Lee Thompson – Działa Navarony
- Robert Rossen – Bilardzista
- Stanley Kramer – Wyrok w Norymberdze

### Scenariusz oryginalny
- William Inge – Wiosenna bujność traw
- Walentin Jeżow, Grigorij Czuchraj – Ballada o żołnierzu
- Federico Fellini, Tullio Pinelli, Ennio Flaiano, Brunello Rondi – Słodkie życie
- Sergio Amidei, Diego Fabbri, Indro Montanelli – Generał della Rovere
- Stanley Shapiro, Paul Henning – Kochanku wróć

### Scenariusz adaptowany
- Abby Mann – Wyrok w Norymberdze
- George Axelrod – Śniadanie u Tiffany’ego
- Carl Foreman – Działa Navarony
- Sidney Carroll, Robert Rossen – Bilardzista
- Ernest Lehman – West Side Story

### Zdjęcia  (film czarno-biały)
- Eugen Schüfftan – Bilardzista
- Edward Colman – Latający profesor
- Franz Planer – Niewiniątka
- Ernest Laszlo – Wyrok w Norymberdze
- Daniel L. Fapp – Raz, dwa, trzy

### Zdjęcia  (film kolorowy)
- Daniel L. Fapp – West Side Story
- Jack Cardiff – Fanny
- Russell Metty – Flower Drum Song
- Harry Stradling – A Majority of One
- Charles Lang – Dwa oblicza zemsty

### Scenografia i dekoracje wnętrz (film czarno-biały)
- Harry Horner, Gene Callahan  – Bilardzista
- Carroll Clark, Emile Kuri, Hal Gausman – Latający profesor
- Fernando Carrere, Edward G. Boyle – Niewiniątka
- Piero Gherardi – Słodkie życie
- Rudolph Sternad, George Milo – Wyrok w Norymberdze

### Scenografia i dekoracje wnętrz (film kolorowy)
- Boris Leven, Victor A. Gangelin – West Side Story
- Hal Pereira, Roland Anderson, Sam Comer, Ray Moyer – Śniadanie u Tiffany’ego
- Veniero Colasanti, John Moore – Cyd
- Alexander Golitzen, Joseph C. Wright, Howard Bristol – Flower Drum Song
- Hal Pereira, Walter H. Tyler, Sam Comer, Arthur Krams – Lato i dym

### Kostiumy (film czarno-biały)
- Piero Gherardi – Słodkie życie
- Dorothy Jeakins – Niewiniątka
- Howard Shoup – Claudelle Inglish
- Jean Louis – Wyrok w Norymberdze
- Yoshirō Muraki – Straż przyboczna

### Kostiumy (film kolorowy)
- Irene Sharaff – West Side Story
- Bill Thomas – W krainie zabawek
- Jean Louis – Boczna ulica
- Irene Sharaff – Flower Drum Song
- Edith Head, Walter Plunkett – Arystokracja podziemi

### Dźwięk
- Fred Hynes (Todd-AO SSD), Gordon Sawyer (Samuel Goldwyn SSD) – West Side Story
- Gordon Sawyer (Samuel Goldwyn SSD) – Niewiniątka
- Waldon O. Watson (Revue SSD) – Flower Drum Song
- John Cox (Shepperton SSD) – Działa Navarony
- Robert O. Cook (Walt Disney SSD) – Rodzice, miejcie się na baczności

### Montaż
- Thomas Stanford – West Side Story
- William H. Reynolds – Fanny
- Alan Osbiston – Działa Navarony
- Frederic Knudtson – Wyrok w Norymberdze
- Philip W. Anderson – Rodzice, miejcie się na baczności

### Efekty Specjalne
- Bill Warrington (wizualne), Chris Greenham (dźwiękowe) – Działa Navarony
- Robert A. Mattey, Eustace Lycett – Latający profesor

### Piosenka filmowa
- „Moon River” – Śniadanie u Tiffany’ego – muzyka: Henry Mancini; słowa: Johnny Mercer
- „Bachelor in Paradise” – Kawaler w raju – muzyka: Henry Mancini; słowa: Mack David
- „The Falcon and the Dove” – Cyd – muzyka: Miklós Rózsa; słowa: Paul Francis Webster
- „Pocketful of Miracles' – Arystokracja podziemi – muzyka: Jimmy Van Heusen; słowa: Sammy Cahn
- „Town Without Pity' – Miasto bez litości – muzyka: Dimitri Tiomkin; słowa: Ned Washington

### Muzyka filmowa w dramacie/komedii
- Henry Mancini – Śniadanie u Tiffany’ego
- Miklós Rózsa – Cyd
- Morris Stoloff, Harry Sukman – Fanny
- Dimitri Tiomkin – Działa Navarony
- Elmer Bernstein – Lato i dym

### Muzyka filmowa w musicalu
- Saul Chaplin, Johnny Green, Sid Ramin, Irwin Kostal – West Side Story
- George Bruns – W krainie zabawek
- Alfred Newman, Ken Darby – Flower Drum Song
- Dmitrij Szostakowicz – Chowańszczyzna
- Duke Ellington – Paryski blues

### Krótkometrażowy film animowany
- Zagreb Film – Erzac

### Krótkometrażowy film aktorski
- Lester A. Schoenfeld Films – Seawards the Great Ships

### Pełnometrażowy film dokumentalny
- Arthur Cohn, Rene Lafuite – Le ciel at la boue (Sky And Mud Beneath)

### Krótkometrażowy film dokumentalny
- Frank P. Bibas – Project Hope

### Najlepszy film nieanglojęzyczny
- Szwecja – Jak w zwierciadle, reż. Ingmar Bergman
- Japonia – Wieczna miłość, reż. Keisuke Kinoshita
- Dania – Harry i kamerdyner, reż. Bent Christensen
- Hiszpania – Uczta wigilijna, reż. Luis García Berlanga
- Meksyk – Ánimas Trujano, reż. Ismael Rodríguez

### Oscar Honorowy
- William L. Hendricks – za film propagandowy A Force in Rediness
- Fred L. Metzler – za całokształt osiągnięć
- Jerome Robbins – za całokształt osiągnięć jako reżyser i choreograf